# Kanton Mirambeau
Kanton Mirambeau je francouzský kanton v departementu Charente-Maritime v regionu Poitou-Charentes. Jeho střediskem je město Mirambeau. Dělí se na 19 obcí.

## Obce
- Allas-Bocage
- Boisredon
- Consac
- Courpignac
- Mirambeau
- Nieul-le-Virouil
- Saint-Bonnet-sur-Gironde
- Saint-Ciers-du-Taillon
- Saint-Dizant-du-Bois
- Saint-Georges-des-Agoûts
- Saint-Hilaire-du-Bois
- Saint-Martial-de-Mirambeau
- Sainte-Ramée
- Saint-Sorlin-de-Conac
- Saint-Thomas-de-Conac
- Salignac-de-Mirambeau
- Semillac
- Semoussac
- Soubran